# 占美·麥卡倫
占美·麥卡倫（英語：Jamie Maclaren，1993年7月29日—），是一名澳洲職業足球員，司職前鋒。2015–2017年，現效力澳職球會墨爾本城。2017年，他轉會德國球隊达姆施塔特，後被外借至蘇超喜伯年。
由於麥卡倫父親是蘇格蘭人，他曾入選蘇格蘭U19。不過後來卻選擇效力出生地澳洲，代表澳洲U20在2013年世青盃對土耳其一戰中取得美妙入球。
2023年4月22日，麥卡倫在墨爾本城作客西部聯的澳職聯賽中上演帽子戲法，以143球超越比沙特·貝利沙成為澳職歷史神射手。